# Benedito Bentes

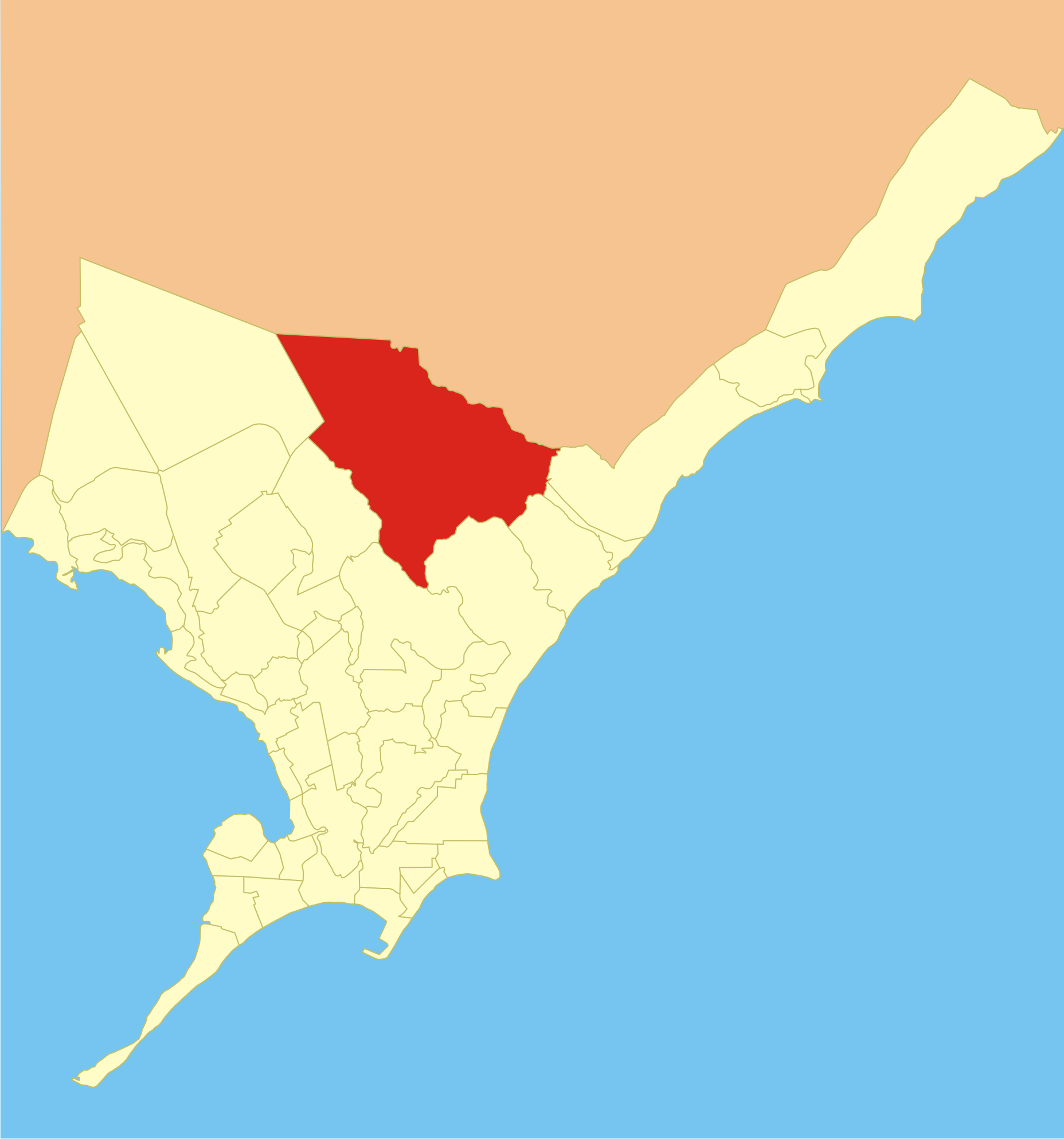
Localização do bairro Benedito Bentes em Maceió

Benedito Bentes é um bairro de Maceió, a capital do estado brasileiro de Alagoas.
Parte do bairro foi construído em 1986, na época apenas um conjunto habitacional de outro,Tabuleiro dos Martins. Atualmente, constitui-se de vários outros conjuntos e loteamentos. O Benedito Bentes é o maior bairro em área, com 24,6 km² e com o perímetro urbano de 26.731,15 metros.
É também o mais populoso, com uma população de 88.084 mil habitantes. 
Esse rápido crescimento levou duas propostas de emancipação política do bairro, por meio de projetos de lei a Câmara Municipal de Maceió, sendo a última em 2007.
É formado por 82 logradouros com diversas avenidas, além do conjunto que pertenceu ao Tabuleiro dos Martins (Benedito Bentes I) e o homônimo posterior (Benedito Bentes II).

## Etimologia
O bairro é homenagem a Benedito Geraldo do Vale Bentes, presidente da Companhia Energética de Alagoas que levou energia elétrica para a região.

## Estrutura e limites do bairro
Benedito Bentes limita-se ao norte com a cidade de Rio Largo, ao sul com Serraria e Jacarecica, ao Leste com Guaxuma, Garça Torta e Riacho Doce, a Oeste com Antares e Cidade Universitária.
A lei municipal 4.952 de 6 de janeiro de 2000 determinou o limite oficial com a descrição do perímetro urbano tendo início na Avenida Cachoeira do Meirim até a Estrada Duas Bocas (após o conjunto Mocambo). Toda a extensão junto com o bairro de Antares fazem parte da região administrativa 6.

## Divisões
O bairro é formado pelos conjuntos Aprígio Vilela, Parque dos Caetés & Morada do Planalto (considerados, porém fazem parte da Jacarecica) Benício Mendes, Cely Loureiro, Frei Damião, Jardim Paraíso, João Sampaio II, Luiz Pedro III, Moacir Andrade, Selma Bandeira, Paulo Bandeira, Mocambo, Jorge Quintella, Cidade Sorriso I e II .Os loteamentos Alvorada, Bela Vista, Nascente do Sol, Carminha, 1º de Junho, Geraldo Bulhões, Parque das Américas, as posições geográficas da Guaxuma,da Rua Freitas Neto, da antiga Panificação Princesa como também os condomínios residenciais e as diversas grotas como da Alegria, Igaci e Caveira, que formam o "Complexo Habitacional do Benedito Bentes".

### Criminalidade
Em 2015, segundo a Secretaria Estadual de Prevenção a Violência de Alagoas (Senprev-AL), o Benedito Bentes é o bairro "Mais violento de Maceió".